# Élection du président du Parti travailliste écossais en 2015
L'élection du président du Parti travailliste écossais en 2015 a eu lieu du 21 juillet 2015 au 15 août 2015 pour élire le nouveau président et président adjoint du Parti travailliste écossais à la suite de la démission de Jim Murphy et Kezia Dugdale le 16 mai 2015 et qui a pris effet le 13 juin 2015.

## Présidence

### Candidats

#### Inscrits

Soutiens des candidats.

| Nom | Nom           | Mandat(s) |
| --- | ------------- | --- |
|     | Kezia Dugdale | Ancienne présidente adjoint du Parti travailliste écossais et députée pour la région Lothian                               |
|     | Ken Macintosh | Secrétaire du cabinet fantome pour la Justice sociale, les Communautés et les Droits des retraités et député pour Eastwood |

#### Déclinés
| Nom | Nom          | Mandat(s)                                                                                        |
| --- | ------------ | ------------------------------------------------------------------------------------------------ |
|     | Neil Findlay | Député pour la région de Lothian et candidat à la direction en 2014 (approuvé par Kezia Dugdale) |

### Résultats
| Candidat | Candidat      | %      |
| -------- | ------------- | ------ |
|          | Kezia Dugdale | 72,1 % |
|          | Ken Macintosh | 27,9 % |
| Total    | Total         | 100 %  |

## Vice-présidence

### Candidats

#### Inscrits
| Nom | Nom             | Mandat(s)                                        |
| --- | --------------- | ------------------------------------------------ |
|     | Richard Baker   | Député pour le Nord-Est de l'Écosse              |
|     | Gordon Matheson | Chef du conseil municipal de Glasgow en mai 2010 |
|     | Alex Rowley     | Député pour Cowdenbeath                          |

### Résultats
| Candidat | Candidat        | % au 1er tour | % au 2d tour |
| -------- | --------------- | ------------- | ------------ |
|          | Alex Rowley     | 37,4 %        | 55,5 %       |
|          | Gordon Matheson | 32,2 %        | 44,5 %       |
|          | Richard Baker   | 30,4 %        |              |
| Total    | Total           | 100 %         | 100 %        |